# 高田賢治郎
高田 賢治郎（たかだ けんじろう、1898年（明治31年）1月12日 - 没年不詳）は、内務官僚。東京市・東京都区長。

## 経歴
京都府出身。1921年（大正10年）に東京帝国大学法学部政治学科を卒業し、翌年に高等試験行政科に合格した。大分県属、大阪府属、警視・群馬県警務課長、同保安課長、事務官・福岡県商工課長兼水産課長、熊本県学務部長を歴任し、1932年（昭和8年）に退官した。
1933年（昭和8年）に東京市主事となり、保健局庶務課監理係長、駒込病院事務長、監査局都市計画課長、世田谷区長、教育局防衛課長、城東区長、厚生局保護課長、神田区長、中央卸売市場長、芝区長を歴任した。